# 成瀬仁蔵
成瀬 仁蔵（なるせ じんぞう、安政5年6月23日〈1858年8月2日〉 - 大正8年〈1919年〉3月4日）は、日本の牧師・教育者。日本における女子高等教育の開拓者の1人である。族籍は山口県士族。

## 生涯

### 出生から就職まで
周防国吉敷郡吉敷村（現在の山口県山口市吉敷赤田大形）に生まれる。成瀬小右衛門の長男。成瀬家はもとは河崎姓で、仁蔵の父の代に成瀬姓を名乗る。父は長州藩毛利家の一門・吉敷毛利家に仕える下級武士。仁蔵の母・歌子は隣村の大歳村出身で、藩士である秦家の娘。
仁蔵は幼少時は郷校の憲章館に学び、維新後の1874年（明治7年）には調剤師として医家に住み込む。この年には父が死去し、山口の教員養成所（山口師範学校）の2期生となる。1876年（明治9年）に卒業し、小学校教員となる。

### 大阪時代

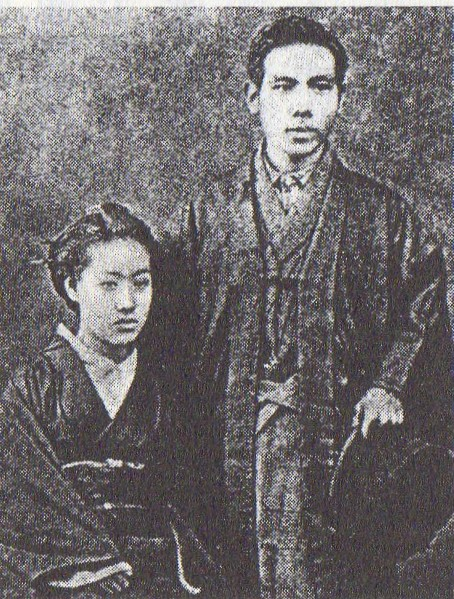
成瀬仁蔵と妻の満寿枝

1877年からアメリカに留学し、帰国後牧師になった同郷の沢山保羅の感化を受けて山口を離れ、1878年（明治11年）に大阪の浪花教会で入信する。組合教会の運動で同年に設立された梅花女学校で主任教師を務め、翌1879年（明治12年）には浪花教会に属し、旧福井藩士の娘で女学校生徒であった服部満寿枝と結婚。私財を投じて学校経営の維持を図るなど教職には熱心であったが、伝道活動への意思が強く、1882年（明治15年）に卒業生を送ると教職を辞し、牧師としての活動をはじめる。沢山保羅の浪花教会を拠点に、翌1883年（明治16年）には奈良県生駒郡郡山町（現大和郡山市）の出張伝道所へ移る。1884年（明治17年）には郡山教会の独立を許されてその初代牧師となり、布教活動をおこなう一方で女子教育を研究する。

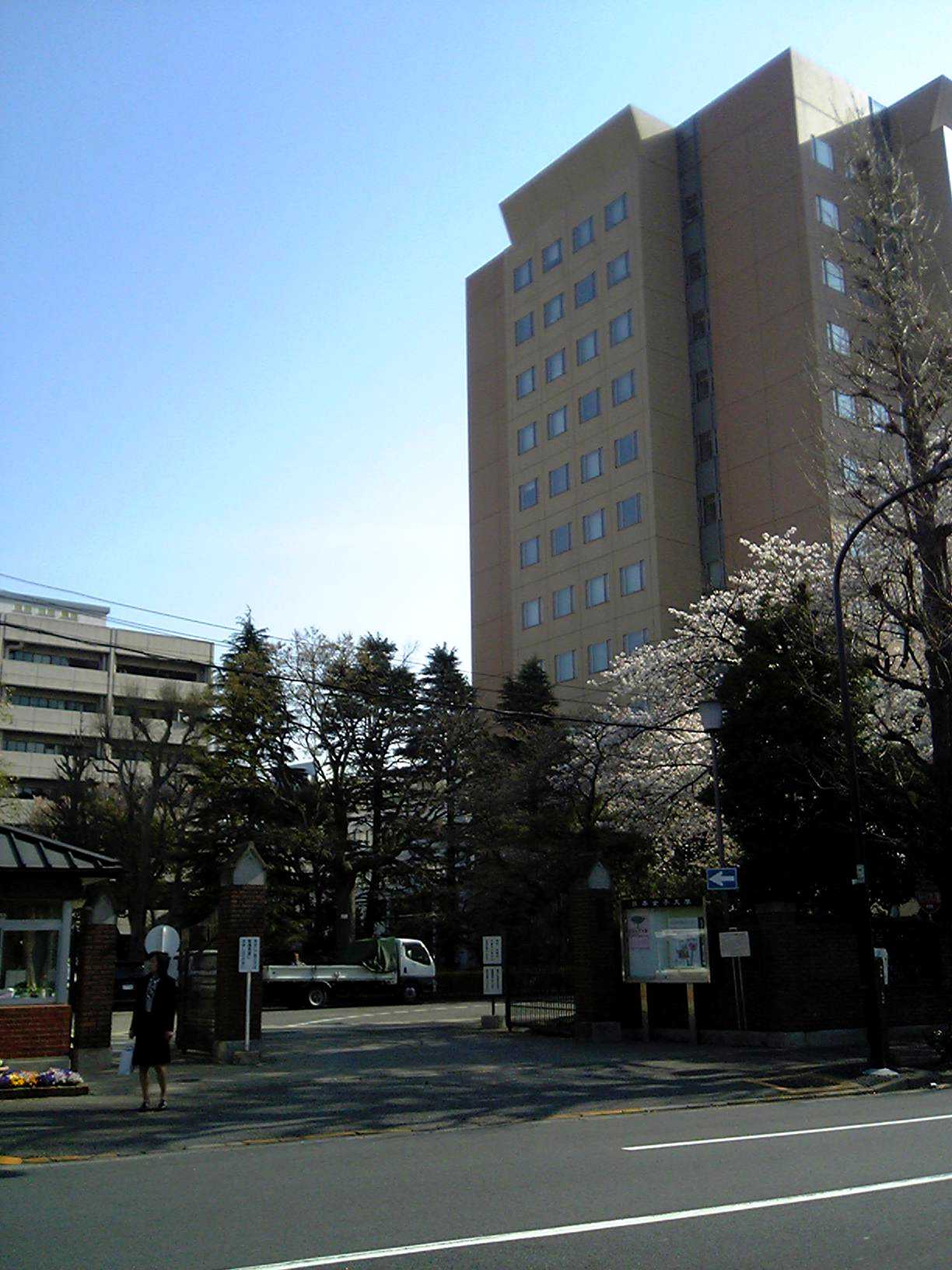
現在の日本女子大学

### 新潟時代
このころ、キリスト教受容の壁が厚かった新潟ではT・P・パーム、押川方義らが教会を形成した。1883年にパームが帰国すると、O・ギューリック夫妻とR・H・デイヴィス夫妻らアメリカン・ボードのメンバーが伝道を引き継いだが、伝道活動が困難をきわめており、成瀬は組合から新潟での伝道を依頼される。成瀬はこれを拒むが、病床の沢山から赴任を懇願されると新潟へ移り、1886年（明治19年）には新潟第一基督教会（現・日本基督教団新潟教会）を設立。女子の就学状況が不振であった新潟で女学校の設立案が出されると成瀬はこれに参加し、翌1887年（明治20年）に私立新潟英学校を基礎に設立された新潟女学校の校長となる。同じく英学塾を基礎に設立された男子中等教育機関である北越学館にも関わり、教師として招かれた内村鑑三が生徒の支持を得て分離する動きを見せると、成瀬らは内村に反論し、解任を求めた。内村が去った後には旧知の松村介石や麻生正蔵らが招かれた。

### 米国留学
1891年（明治24年）にはアメリカへ渡る。アンドーバー神学校で、キリスト教の社会的役割に強い関心を持っていた神学者ウイリアム・J・タッカー教授に師事して「新神学」の影響を受け、さらに1892年9月にはクラーク大学で心理学者スタンレー・ホールに師事して女子教育について学んだ。その後、各種社会施設も視察して1894年（明治27年）に帰国。

### 日本女子大学校設立へ
第5代梅花女学校校長を務め、女子高等教育機関の設立に着手。成瀬はこの梅花女学校校長時代に日本初となる「球籠遊戯」（日本式バスケットボールの原型）をカリキュラムに採用、後に自らが創立した日本女子大学校でも「球籠遊戯」をカリキュラムに採用していることから、成瀬はバスケットボール紹介者のひとりと言われている。
大阪市東区清水谷東之町（現天王寺区清水谷町）に校地を確保したが、その後、広岡浅子の働きかけで三井財閥から東京・目白の地（現在地）を寄贈され、1901年（明治34年）、日本女子大学校を創設した（設立発起人、創立委員に西園寺公望）。
1912年（明治45年）6月、渋沢栄一、森村市左衛門、姉崎正治らと共に帰一協会を設立する。これは、諸宗教・道徳などが、同一の目的に向かって相互理解と協力を推進することを期した会である。会員には、江原素六、島田三郎、新渡戸稲造、石橋智信、今岡信一良、高木八尺やM・C・ハリス、D・C・グリーン、C・マコウリー、W・アキスリングなどの宣教師たちも参加した。
1919年3月4日、肝臓癌のため死去。墓所は雑司ヶ谷霊園(1-17-6-1)

### 死後
生家跡は1934年（昭和9年）に山口在住の卒業生有志によって、成瀬公園として整備された。公園内に設置された記念碑は毛利本家第29代当主の毛利元昭（貴族院議員）の揮毫によるものである。

## 栄典
- 1915年（大正4年）11月10日 - 勲五等瑞宝章[8]
- 1919年（大正8年）3月4日 - 従五位[9]

## 成瀬仁蔵のことば
- 「聴くことを多くし、語ることを少なくし、行うことに力を注ぐべし」
- 「信念徹底」
- 「自発創生」
- 「共同奉仕」

## 出版物

### 著作
- 『婦女子の職務』成瀬仁蔵、1881年12月。NDLJP:848226。
  - 『婦女子の職務』（増補）成瀬仁蔵、1887年8月。NDLJP:758235。
- A Modern Paul in Japan. Congregational Sunday-School and Publishing Society. (1893)
- 『女子教育』青木恒三郎、1896年2月。NDLJP:808868。
- 『講演集 第一』桜楓会出版部、1907年12月。NDLJP:809098。
- 『進歩と教育』実業之日本社、1911年11月。NDLJP:808926。
- 『新時代の教育』博文館、1914年2月。NDLJP:980189。
  - 『新時代の教育』（再版）桜楓会出版部、1931年10月。
- 『教育と信念涵養』帰一協会事務所、1915年1月。
- 『新婦人訓』婦人文庫刊行会〈家庭文庫〉、1916年8月。NDLJP:953347。
  - 『新婦人訓』（再版）桜楓会出版部、1925年4月。
  - 上笙一郎、山崎朋子 編『新婦人訓』クレス出版〈家庭文庫〉、2006年7月。ISBN 9784877333263。
- 『世界統御の力』成瀬仁蔵、1917年10月。NDLJP:957731。
- 『女子教育改善意見』成瀬仁蔵、1918年9月。NDLJP:941389。
  - 『女子教育改善意見』（再版）桜楓会出版部、1930年12月。
- 『軽井沢山上の生活 大正六年日本女子大学校夏期寮に於ける成瀬校長の山上十回講演』家庭週報編輯部、1923年7月。
  - 『軽井沢山上の生活 大正六年日本女子大学校夏期寮に於ける成瀬校長の山上十回講演』日本女子大学教育文化振興桜楓会成瀬先生研究会、2002年3月。
- 『軽井沢山上の生活』日本女子大学通信教育部、1965年8月。
- 『成瀬仁蔵の社会的活動』日本女子大学女子教育研究所、1969年6月。
- 『女子教育 女子教育改善意見』日本図書センター〈近代日本女子教育文献集 第5巻〉、1983年11月。
  - 『女子教育 女子教育改善意見』（新装版）日本図書センター〈近代日本女子教育文献集 第5巻〉、2002年6月。
- 『成瀬仁蔵研究文献目録』日本女子大学女子教育研究所成瀬記念館、1984年10月。
- 新井明 訳『沢山保羅 現代日本のポウロ』日本女子大学、2001年12月。

#### 作品集
『成瀬先生講演集』
- 『成瀬先生講演集』 第1、桜楓会出版部〈桜楓文庫 5〉、1940年8月。NDLJP:1449922 NDLJP:1458196。
- 『成瀬先生講演集』 第2、桜楓会出版部〈桜楓文庫 6〉、1939年3月。NDLJP:1457905。
  - 『成瀬先生講演集』 第2（再版）、桜楓会出版部〈桜楓文庫 6〉、1940年8月。NDLJP:1449927。
- 『成瀬先生講演集』 第3、桜楓会出版部〈桜楓文庫 7〉、1939年6月。
  - 『成瀬先生講演集』 第3（再版）、桜楓会出版部〈桜楓文庫 7〉、1940年8月。NDLJP:1449936。
- 『成瀬先生講演集』 第4、桜楓会出版部〈桜楓文庫 8〉、1939年5月。NDLJP:1458166。
  - 『成瀬先生講演集』 第4（再版）、桜楓会出版部〈桜楓文庫 8〉、1940年8月。NDLJP:1449944。
- 『成瀬先生講演集』 第5、桜楓会出版部〈桜楓文庫 9〉、1939年6月。NDLJP:1457904。
  - 『成瀬先生講演集』 第5（再版）、桜楓会出版部〈桜楓文庫 9〉、1940年8月。NDLJP:1449948。
- 『成瀬先生講演集』 第6、桜楓会出版部〈桜楓文庫 10〉、1939年10月。NDLJP:1457962。
  - 『成瀬先生講演集』 第6、桜楓会出版部〈桜楓文庫 10〉、1939年7月。NDLJP:1449952。
- 『成瀬先生講演集』 第7、桜楓会出版部〈桜楓文庫 11〉、1939年12月。NDLJP:1449958 NDLJP:1458161。
- 『成瀬先生講演集』 第8、桜楓会出版部〈桜楓文庫 12〉、1940年1月。NDLJP:1449962 NDLJP:1458165。
- 『成瀬先生講演集』 第9、桜楓会出版部〈桜楓文庫 13〉、1940年3月。NDLJP:1438688 NDLJP:1449968。
- 『成瀬先生講演集』 第10、桜楓会出版部〈桜楓文庫 14〉、1940年5月。NDLJP:1449971 NDLJP:1458154。

『女子大学論選集』
- 成瀬先生研究会 編『今後の女子教育 成瀬仁蔵・女子大学論選集』日本女子大学、1961年6月。
  - 日本女子大学女子教育研究所 編『今後の女子教育 成瀬仁蔵・女子大学論選集』（新版）日本女子大学、1984年10月。

『成瀬仁蔵著作集』
- 成瀬仁蔵著作集委員会 編『成瀬仁蔵著作集』 第1巻、日本女子大学、1974年6月。
- 成瀬仁蔵著作集委員会 編『成瀬仁蔵著作集』 第2巻、日本女子大学、1976年4月。
- 成瀬仁蔵著作集委員会 編『成瀬仁蔵著作集』 第3巻、日本女子大学、1981年3月。
- 日本女子大学女子教育研究所 編『成瀬仁蔵著作集』 事項索引、日本女子大学、1995年2月。

『書簡集』
- 『成瀬仁蔵関係書簡集』日本女子大学成瀬記念館、2019年6月。

### 訳著
- ヘンリー・デビス『有害の烟』福音社、1888年6月。NDLJP:837241。

### 関連書籍
- 仁科節 編『成瀬先生伝』桜楓会出版部、1928年4月。
  - 仁科節 編『成瀬先生伝 伝記・成瀬仁蔵』（復刻版）大空社〈伝記叢書 56〉、1989年1月。ISBN 9784872363555。
- 日本女子大学校第二十五回生 編『成瀬先生追懐録』桜楓会出版部、1928年4月。
- 仁科節『成瀬先生記念帖』桜楓会出版部、1936年4月。
- 仁科節 編『成瀬先生書誌』桜楓会出版部〈桜楓文庫 1〉、1937年7月。NDLJP:1111440。
- 渡辺英一 編『成瀬先生 日本女子大学創立者』桜楓会出版部、1948年5月。
- 大橋廣、仁科節『成瀬先生のおしえ 日本女子大学創立五十周年記念』日本女子大学、1951年11月。
- 西原慶一『少年成瀬仁蔵』中尾彰絵、小峰書店、1959年11月。
- 大岡蔦枝『成瀬仁蔵先生』三月書房、1966年1月。
- 『成瀬仁蔵小伝』成瀬仁蔵先生五十年祭実行委員会、1969年4月。
- 『成瀬仁蔵先生五十年祭』成瀬仁蔵先生五十年祭実行委員会、1969年6月。
- 『日本女子大学成瀬文庫目録』日本女子大学図書館、1979年11月。
- 『成瀬仁蔵先生語録』日本女子大学カウンセリング・センター、1980年12月。
- 菅支那『成瀬仁蔵先生の女子教育』成瀬仁蔵先生の女子教育刊行会、1981年6月。
- 『成瀬仁蔵研究文献目録』日本女子大学女子教育研究所成瀬記念館、1984年10月。
- 影山礼子『成瀬仁蔵の教育思想 成瀬的プラグマティズムと日本女子大学校における教育』風間書房、1994年2月。ISBN 9784759908794。
- 『成瀬仁蔵著作目録』日本女子大学成瀬記念館〈日本女子大学成瀬記念館文献目録シリーズ 1〉、2000年3月。
- 青木生子『いまを生きる成瀬仁蔵 女子教育のパイオニア』講談社、2001年12月。ISBN 9784062108942。
- 中嶌邦『成瀬仁蔵』吉川弘文館〈人物叢書 新装版〉、2002年3月。ISBN 9784642052245。オンデマンド版　2024年10月　ISBN　9784642752244
- 河村望『知られざる社会学者成瀬仁蔵』人間の科学新社、2003年2月。ISBN 9784822602154。
- 陳暉『明治教育家成瀬仁蔵のアジアへの影響 家族改革をめぐって』国際日本文化研究センター〈日文研フォーラム 第166回〉、2004年9月。
- 『あなたは天職を見つけたか 日本女子高等教育の父成瀬仁蔵生誕150年』日本女子大学、2008年6月。ISBN 9784990421106。
- 後藤久『日本女子大学成瀬記念講堂 創立者の夢と明治の洋風建築 成瀬仁蔵生誕150年記念』日本女子大学、2008年6月。ISBN 9784990421113。
- 『写真で見る成瀬仁蔵その生涯 日本女子大学創立者成瀬仁蔵生誕150年記念』日本女子大学成瀬記念館、2008年6月。
- 大森秀子『多元的宗教教育の成立過程 アメリカ教育と成瀬仁蔵の「帰一」の教育』東信堂、2009年1月。ISBN 9784887138551。
- 『日本女子大学成瀬記念館収蔵資料目録』 1 旧成瀬記念室資料、日本女子大学成瀬記念館、2014年10月。
- 馬場哲雄『近代女子高等教育機関における体育・スポーツの原風景 成瀬仁蔵の思想と日本女子大学校に原型をもとめて』翰林書房、2014年2月。ISBN 9784877373641。
- 中嶌邦『成瀬仁蔵研究 教育の革新と平和を求めて』ドメス出版、2015年9月。ISBN 9784810708189。
- 文化財工学研究所 編『文京区指定有形文化財旧成瀬仁蔵住宅（日本女子大学成瀬記念館分館）移築修理工事報告書』日本女子大学、2018年3月。
- 片桐芳雄『評伝成瀬仁蔵 女子高等教育から「社会改良」へ 日本女子大学創立120周年記念出版』風間書房、2021年11月

## 成瀬仁蔵が登場する作品
- テレビドラマ『あさが来た』 - 平成27年度後期連続テレビ小説第93作（NHK大阪放送局制作）。成瀬仁蔵をモデルとした「成澤泉」を瀬戸康史が演じる[10]。
- 古川智映子 『小説 土佐堀川 ～ 女性実業家・広岡浅子の生涯』（1988年、潮出版社） - NHK連続テレビ小説 『あさが来た』 の原案本
- 舞台 『土佐堀川』 - 1990年2月から1ヵ月間、東京宝塚劇場で上演。成瀬仁蔵役を小野寺昭が演じた。（主人公・広岡浅子役は八千草薫）